# 2276 Warck
2276 Warck este un asteroid din centura principală, descoperit pe 18 august 1933 de Eugène Delporte.